# Lipa (przystanek kolejowy)
Lipa (biał. Ліпа, ros. Липа) – przystanek kolejowy w pobliżu miejscowości Lipa Wysoka, w rejonie nieświeskim, w obwodzie mińskim, na Białorusi. Leży na linii Moskwa - Mińsk - Brześć.